# Ořešák popelavý

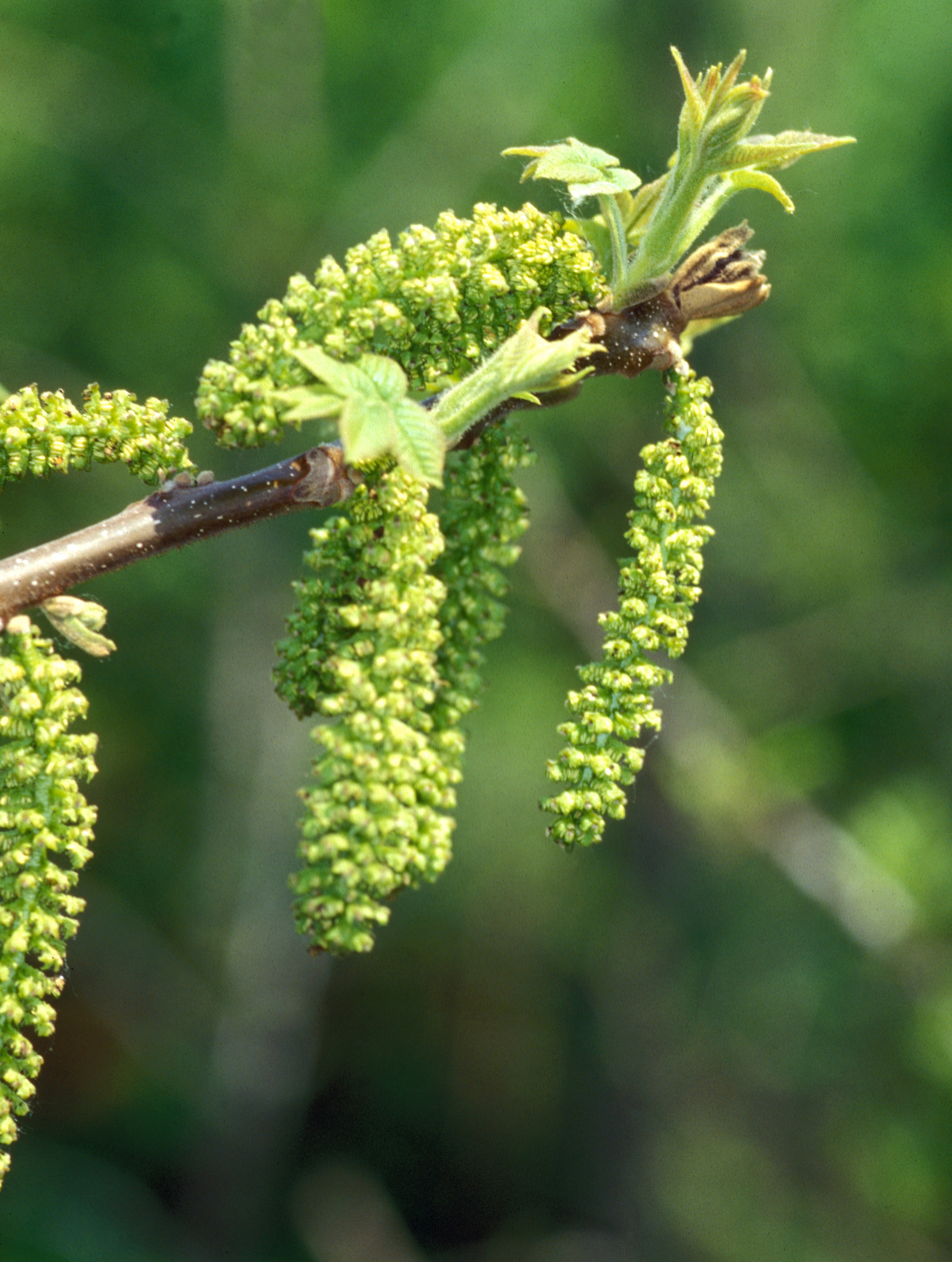
Samčí květy-jehnědy

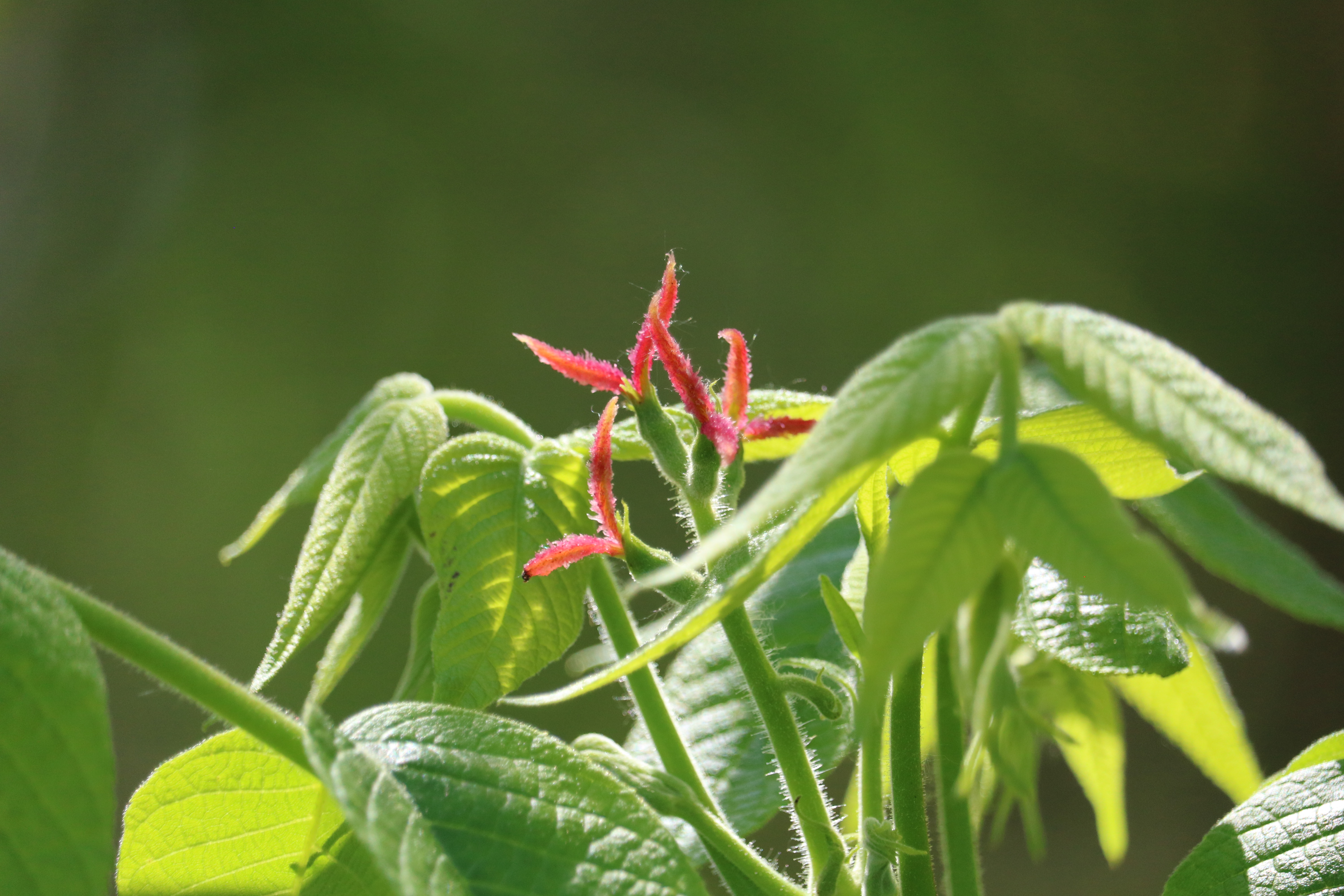
Samičí květy-růžové blizny

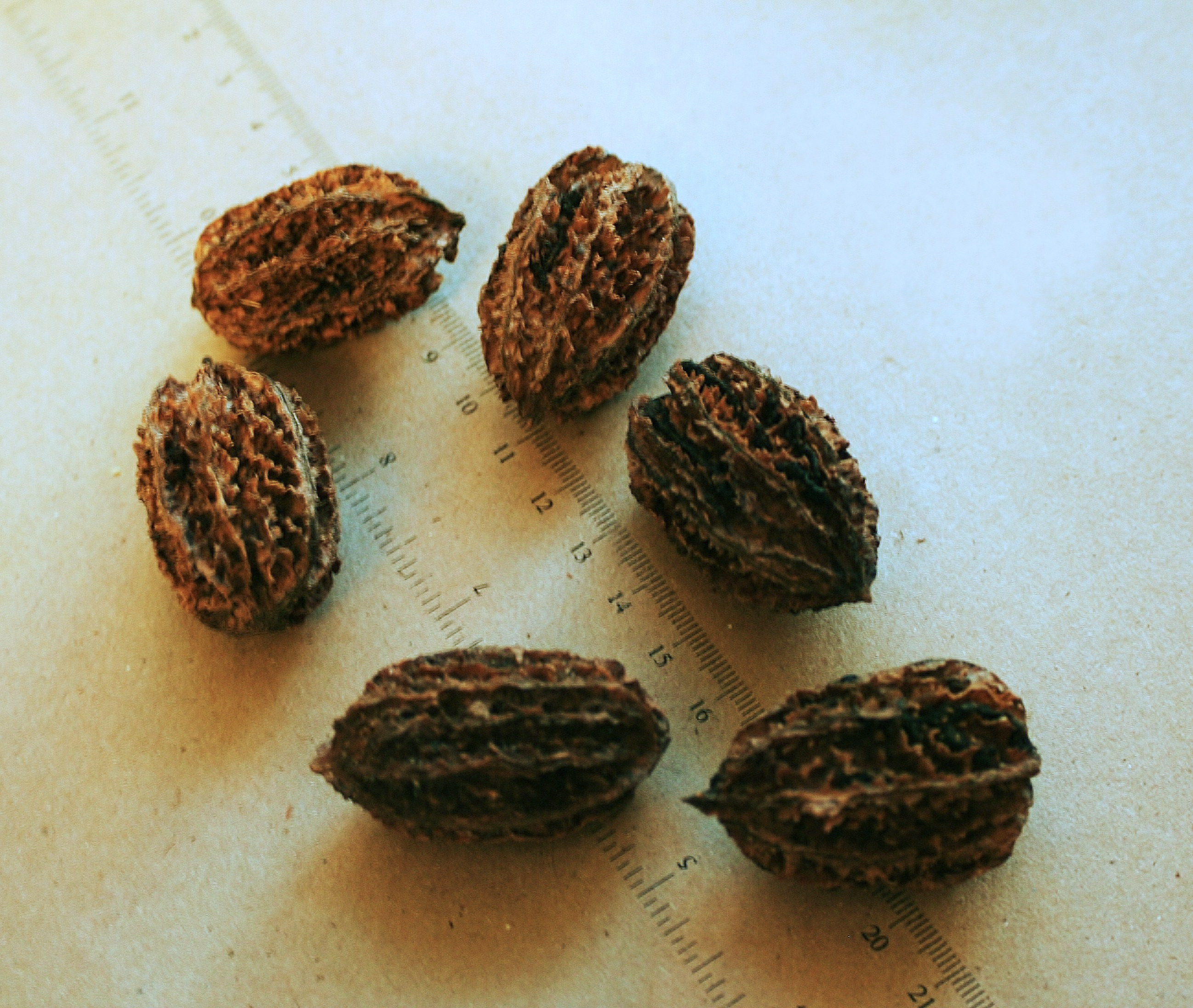
Plody

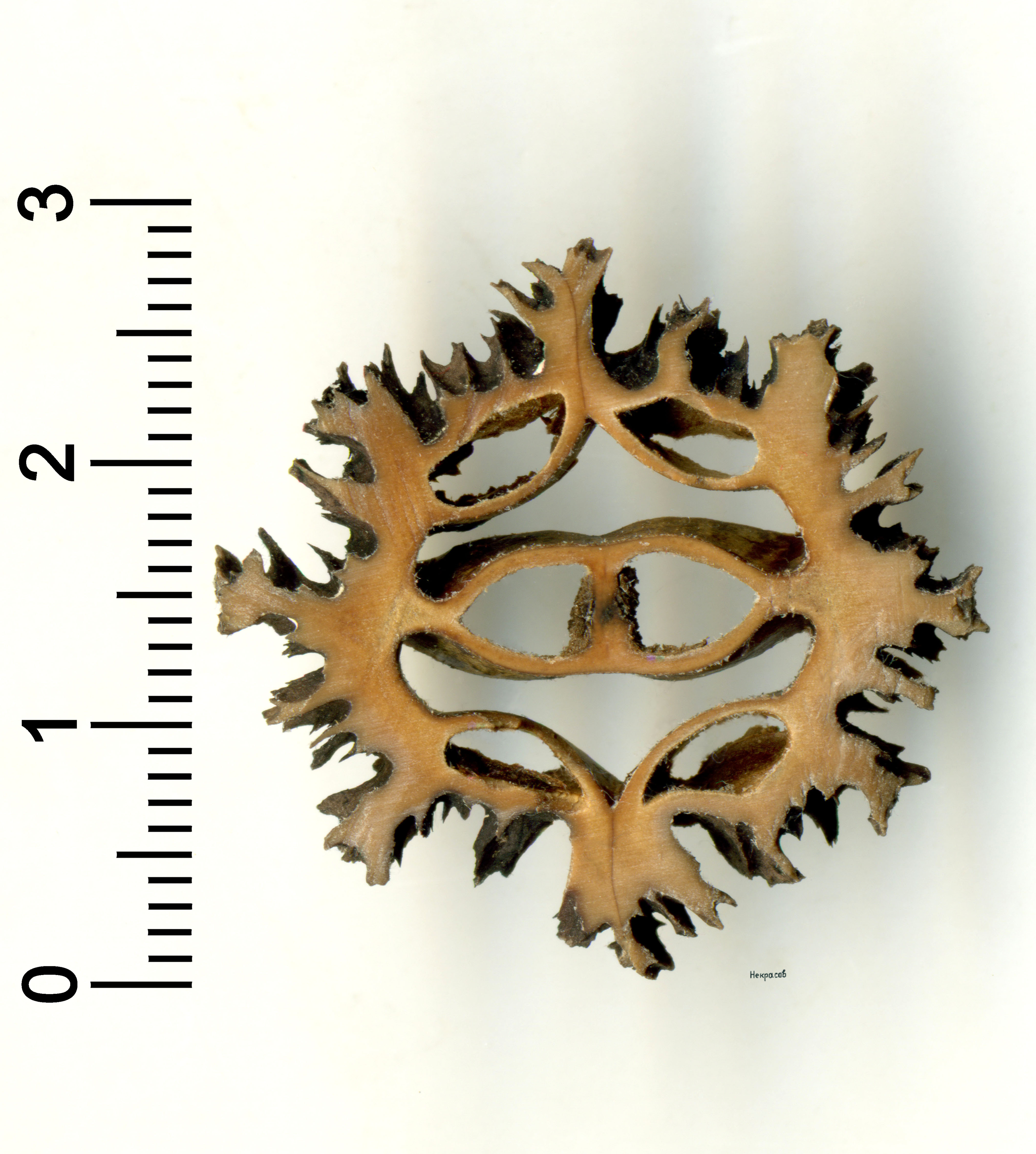
Přívěšek z ořechu

Ořešák popelavý (Juglans cinerea) je jedním z asi 20 druhů rodu ořešák a je původní druh v Severní Americe, v české přírodě je vysazován jen ojediněle. Tento průměrně 20 m vysoký strom je opadavý, má jednopohlavné květy a je jednodomý. V současnosti je v důsledku napadení houbovitou chorobou považován IUCN za ohrožený druh (EN).

## Rozšíření
Dřevina pochází ze Spojených států amerických a Kanady, ve Spojených státech roste na východě území, od jihovýchodu po severovýchod a za severními hranicemi dále zasahuje do východních oblastí Kanady. Často se vyskytuje společně s ořešákem černým, je však zimovzdornější a roste více na severu.
Do Evropy byl tento druh introdukován již v 17. století, na území dnešní České republiky se ale dostal až v 19. století. Byl vysazován do zámeckých zahrad a parků, v rocích 1811 v Lednici, 1831 na Konopišti, 1834 v Kinského zahradě v Praze a 1835 do Královské obory v Praze. Ve větších počtech se od první poloviny 20. století pokusně pěstuje na jižní Moravě v sušších polohách lužních lesů.

## Ekologie
Nejlépe roste a plodí na hluboké a nepříliš vlhké půdě, která je hlinitá a výživná a stanoviště je situováno na teplém a osluněném místě. Ve své domovině se vyskytuje v listnatých lesích na aluviálních půdách hojně zásobených humusem s pH 6 až 7, nejčastěji na vápencovém podloží, na svazích i v odvodněných údolních nivách. Na kamenitých, na živiny i vláhu chudých půdách dorůstá jen do malých rozměrů a brzy stárne. V domovině se vyskytuje po rozlehlé oblasti, kde bývá na jihu roční bezmrazé období dlouhé 210 dnů a na severu jen 105 dnů, průměrná roční teplota se tam pohybuje v rozmezí od 4 °C v Novém Brunšviku po 16 °C v Alabamě, průměrné roční srážky jsou od 630 mm v Minnesotě po 2030 mm v Appalačském pohoří, roste až po nadmořskou výšku 1500 m ve Virginii. V období vegetačního klidu snáší pokles teploty až k -35 °C, je ze všech ořešáků nejodolnější, na jaře ho však mohou poškodit pozdní mrazy. Strom nepřežije dlouhodobé horní zastínění pod korunami stromů, boční zastínění snáší. V České republice je tento druh k vidění například v Dendrologické zahradě v Průhonicích, v zámeckém parku v Kyjovicích nebo v Arboretu Žampach.
Přestože se v některých původních oblastech může zdát hojným stromem, je ve většině lesních porostů jen příležitostným druhem, přestože v minulosti býval významných zdrojem dřeva. Dřevina začíná plodit asi od 10 až 20 let, optimální věk pro tvorbu plodů je 30 až 60 let. Stromy rodí nepravidelně, obvykle ve dvou až tříletých intervalech, tehdy strom vyprodukuje až 35 litrů očištěných semen; ve věku 75 let již ale odumírá. Kvete od dubna do června, plody dozrávají v září a říjnu a na stromech zůstávají až do opadu listů. Strom je velmi citlivý na oheň, i lehký požár ve smíšeném lesním porostu ho často zcela zničí. Stejně jako všechny druhy čeledi ořešákovitých produkují stromy alelopatickou látku juglon, která je toxická pro většinu okolní vegetace, je obsažená v kořenech, listech i v nezralých plodech. Juglon déšť vymývá z listů a ten s listů skapává, proto působí až do šířky obvodu koruny stromu. Počet chromozomů u ořešáku popelavého x = 16.

## Popis
Strom je průměrně vysoký od 12 do 18 m (nejvýše 30 m) a má krátký kmen hrubý 30 až 60 cm (nejvíce 90 cm). Kořenový systém vrůstá do hloubky, zvláště hlavní kůlový kořen, v případě kamenitého podkladu rostou kořeny více do šířky. Kmen přechází do několika vztyčených, tlustých, jen řídce se větvících větví, v kultuře bývá často vidět strom s více kmeny. Koruna je otevřená, široká, s nepravidelným obrysem a nahoře zaoblená. Mladé prýty mají kůru červenohnědou, u starších je světle šedá až šedohnědá, ve stáří bývá hluboce rozbrázděná a do dlouhých plátů rozpukaná. Letorosty jsou chlupaté, v mládí žláznatě lepkavé a terminální pupeny jsou plstnaté a lepkavé. Větve jsou střídavě porostlé plochými, lichozpeřenými listy s řapíkem 3 až 10 cm, listy jsou dlouhé 25 až 50 cm a mívají průměrně jedenáct až devatenáct lístků. Tyto lístky jsou tvaru vejčitého až kopinatého, dlouhé 5 až 11 cm a široké 1,5 až 6,5 cm, nejdelší jsou ve střední části listu a koncový je ze všech největší, po obvodě jsou celokrajné či přitisklé pilovité a na konci dlouze zahrocené. Řapíky, vřetena i lístky na spodní straně jsou hustě žláznatě chlupaté. Listy jsou bez palistů, před zimou se barví žlutě nebo zůstávají zelené a na zimu s prvními mrazy opadají. Míza stromu je vodnatá, mýdlovitá a po poranění ji cévní svazky stromu hojně roní.
Dřevina je jednodomá a má jednopohlavná květenství. Samčí květenství vyrůstají na loňských větvičkách jednotlivě, mají tvar jehnědy dlouhé 8 až 12 cm a tlusté do 1 cm a jsou tvořené čtyřčetnými květy s drobounkým kalichem, květ má sedm až patnáct tyčinek s prašníky s nelepivým pylem. Samičí květy vyrůstají na koncích letorostů, bývají seskupené do koncových hroznů, jsou hustě žláznatě chlupaté, mají jeden podpůrný listen, dva listence, čtyři drobné nazelenalé kališní lístky, spodní semeník srostlý ze dvou plodolistů, jeden pestík a z květu ční červené vřetenovité blizny asi 10 mm dlouhé. Květy obou pohlaví na jednom stromě většinou nedozrávají současně, proto je zapotřebí ke spolehlivému opylení více stromů.
Plod je vejcovitá, zašpičatělá pseudopeckovice (nepravá peckovice) asi 5 cm dlouhá a 3,5 cm široká s dužnatým zeleným oplodím (rubinou), které ve zralosti nepuká. Vlastní ořech je černohnědý, úzce vejčitý až vejčitý, asi 4,5 cm dlouhý a 2,5 cm široký a na vrcholu má ostrou špičku, jeho hluboce zbrázděná skořápka je silná, tvrdá a od sebe se snadno neodděluje, má čtyři nebo osm podélných lišt a v dolní části dvě přehrádky. Obsažené semeno (jádro) je jedlé, mastné, sladké a má dva laloky. Plody se na stromě vyskytují jednotlivě nebo ve shlucích od dvou do pěti. Dozrávají v září a říjnu a se stromů opadávají až s listy.

## Rozmnožování
Plody roznesené po lese veverkami a ostatními hlodavci jsou dormantní, ke klíčení potřebují studenou stratifikaci po dobu 90 až 120 dnů, v přírodě samovolně hypogeicky klíčí s nástupem teplého a vlhkého jara. Semenáče velmi rychle rostou a k vůli hlavnímu kořenu je nutno je včas přesadit na trvalé stanoviště, na chladných místech je vhodné je přes prvé zimy chránit před studenými větry. Lze jej množit také roubováním, které nebývá vždy úspěšné. Pahýly mladých stromů většinou obrazí. Koruna by měla být prořezávána pouze v období úplného klidu, nebo když je strom plně olistěn, jinak řezy silně roní mízu.

## Význam
Dřevo ořešáku popelavého není příliš významné, je lehké, měkké, hrubozrnné a bývá napadáno hmyzem. Používá se pro vnitřní vybavení, na obklady interiéru, nábytek, truhlářské a drobné domácí výrobky, je ale oblíbeno u řezbářů. Někdy je pro světlou barvu nazýváno bílý ořech. Stromy bývají vysazovány jako solitéry nebo do kompozic, vysokokmeny se využívají jako alejové stromy i do krajinářských úprav. Listy se však pomalu rozkládají, zastíňují půdu a brání růstu původních rostlin. Ořechy mají pevnou a tlustou skořápku, její dvě poloviny se od sebe neoddělují a tudíž je vhodným materiálem pro výrobu drobných dřevěných šperků, náhrdelníků či náramků, zhotovených z příčných řezů skořápkou.
Oříšky jsou sladké, mají máslovitou chuť, jsou velmi chutné a vhodné na pečení, často se využívají v pekařství i cukrářství, lisuje se z nich i nízko trvanlivý olej. Nedají se dlouho uchovávat, neboť obsažený olej žlukne. Olej se používá jako mazání proti kožním parazitům a některým ekzémům, odvar ze slupek je šetrným projímadlem. Poživatelné jádro tvoří asi jen 20 % celkové hmotnosti suchého plodu a špatně se ze skořápky extrahuje.
Celý strom poskytuje barvivo vhodné na dřevo nebo látky, slupky zralých ořechů dávají tmavě hnědé, z mladých větviček, pupenů, listů a slupek nezralých plodů se získává světle hnědé a z mladých kořenů je barvivo černé; vše bez použití mořidla.

## Ohrožení
Současný úbytek ořešáku popelavého je zapříčiněn onemocněním vyvolaným patogenem Ophiognomonia clavigignenti-juglandacearum, vřeckovýtrusou houbou z řádu čárovkotvarých (Diaporthales) rozšiřovanou vodním ptactvem nebo hmyzem. Houba ničí kambium kmene a současně otvírá vhodná místa pro vniknutí jiných ničitelů a chorob. Tato houba, jež se ve Spojených státech objevila koncem šedesátých let 20. století, způsobila také pokles populace jiných druhů ořešáků v mnoha částech světa.
Tento druh produkuje vhodné osivo od 20 do 60 let, proto se jeho generační délka udává na 40 roků. Jelikož existuje nemalá míra infekce a dosud neexistuje žádný lék na vysokou míru úmrtnosti stromů odhaduje se, že za poslední tři generace (od roku 1967 do 2067) dojde k poklesu populace o 50 až 80 %. Proto byl ořešák popelavý organizací IUCN zařazen do kategorie ohrožených druhů (EN).